# Kilo
Kilo (förkortat k, från grekiskans χίλιοι) är ett SI-prefix som representerar 1 000.
Exempel på användning:
- Kilogram, kg, (= 1000 gram)
- Kilometer, km, (= 1000 meter)
- Kilovolt, kV, (= 1000 volt)
- Kilowatt, kW, (= 1000 watt)

| SI-prefix | SI-symbol | 10n   | 1000n    | Namn           | Decimaltal                                | Sedan |
| --------- | --------- | ----- | -------- | -------------- | ----------------------------------------- | ----- |
| Quetta    | Q         | 1030  | 100010   | Kvintiljon     | 1 000 000 000 000 000 000 000 000 000 000 | 2022  |
| Ronna     | R         | 1027  | 10009    | Kvadriljard    | 1 000 000 000 000 000 000 000 000 000     | 2022  |
| Yotta     | Y         | 1024  | 10008    | Kvadriljon     | 1 000 000 000 000 000 000 000 000         | 1991  |
| Zetta     | Z         | 1021  | 10007    | Triljard       | 1 000 000 000 000 000 000 000             | 1991  |
| Exa       | E         | 1018  | 10006    | Triljon        | 1 000 000 000 000 000 000                 | 1975  |
| Peta      | P         | 1015  | 10005    | Biljard        | 1 000 000 000 000 000                     | 1975  |
| Tera      | T         | 1012  | 10004    | Biljon         | 1 000 000 000 000                         | 1960  |
| Giga      | G         | 109   | 10003    | Miljard        | 1 000 000 000                             | 1960  |
| Mega      | M         | 106   | 10002    | Miljon         | 1 000 000                                 | 1960  |
| Kilo      | k         | 103   | 10001    | Tusen          | 1 000                                     | 1795  |
| Hekto     | h         | 102   | 10002/3  | Hundra         | 100                                       | 1795  |
| Deka      | da        | 101   | 10001/3  | Tio            | 10                                        | 1795  |
| (Saknas)  | (Saknas)  | 100   | 10000    | Ett            | 1                                         | –     |
| Deci      | d         | 10−1  | 1000−1/3 | Tiondel        | 0,1                                       | 1795  |
| Centi     | c         | 10−2  | 1000−2/3 | Hundradel      | 0,01                                      | 1795  |
| Milli     | m         | 10−3  | 1000−1   | Tusendel       | 0,001                                     | 1795  |
| Mikro     | µ         | 10−6  | 1000−2   | Miljondel      | 0,000 001                                 | 1960  |
| Nano      | n         | 10−9  | 1000−3   | Miljarddel     | 0,000 000 001                             | 1960  |
| Piko      | p         | 10−12 | 1000−4   | Biljondel      | 0,000 000 000 001                         | 1960  |
| Femto     | f         | 10−15 | 1000−5   | Biljarddel     | 0,000 000 000 000 001                     | 1964  |
| Atto      | a         | 10−18 | 1000−6   | Triljondel     | 0,000 000 000 000 000 001                 | 1964  |
| Zepto     | z         | 10−21 | 1000−7   | Triljarddel    | 0,000 000 000 000 000 000 001             | 1991  |
| Yokto     | y         | 10−24 | 1000−8   | Kvadriljondel  | 0,000 000 000 000 000 000 000 001         | 1991  |
| Ronto     | r         | 10−27 | 1000−9   | Kvadriljarddel | 0,000 000 000 000 000 000 000 000 001     | 2022  |
| Quekto    | q         | 10−30 | 1000−10  | Kvintiljondel  | 0,000 000 000 000 000 000 000 000 000 001 | 2022  |

I sammansättningar med informationsmängdsenheten byte kan prefixen i den övre halvan av ovanstående tabell ha en avvikande betydelse. Det gäller enheterna kilobyte, megabyte, gigabyte, terabyte, petabyte, exabyte, zettabyte och yottabyte.